# Stümpfling
Der Stümpfling ist ein 1506 m ü. NHN hoher Berg in den Bayerischen Voralpen. Er liegt in den Schlierseer Bergen im Mangfallgebirge. Der Berg ist als einfache Bergwanderung vom Spitzingsee oder von der Wildbachhütte zu erreichen. Bis kurz unter den Gipfel führen die beiden Sesselbahnen Suttenbahn und Stümpflingbahn.
Im Dezember 2014 wurde nahe der Bergstation der Stümpflingbahn ein neu gebautes Hochlager der Whiskybrennerei Slyrs eingeweiht, das bis zu 40 Fässer zu je 225 Liter fasst. Unter den besonderen klimatischen Bedingungen auf dem Berg soll der hier gelagerte Whisky einen anderen Geschmack entwickeln als der im Tal gelagerte.
Seit 2013 findet mindestens einmal im Jahr eine kabarettistische „Bergpredigt“ am Stümpfling in – bei gutem Wetter auch vor – der „Jagahütt’n“ statt., bei der Andreas Rebers Gastgeber ist; Gäste waren u. a. schon Willy Astor, Monika Gruber, Andreas Martin Hofmeir, Bruno Jonas, die Well-Brüder und ihr weibliches Pendantensemble, die Wellküren (Stand Juli 2018).